# Daisy Cutter (Film)
Daisy Cutter (Untertitel La cortadora de margaritas, dt. etwa „Die Gänseblümchenpflückerin“) ist ein spanischer computeranimierter Kurzfilm von Enrique García und Rubén Salazar aus dem Jahr 2010.

## Handlung
Ein Klassenraum im Irak: Auf dem Lehrertisch steht ein Gänseblümchen in einer Vase, das langsam seine Blütenblätter verliert. Das zehnjährige Mädchen Zaira zeichnet ein Gänseblümchen in ihr Arbeitsheft. Als das Pausenzeichen ertönt, packt sie traurig ihre Sachen ein, darunter auch das Bild eines Jungen. Auf dem Heimweg glaubt sie, den Jungen vom Foto zu sehen, doch ist es ein anderes Kind, das eine Spielzeugpistole auf sie richtet.
Zaira pflückt Gänseblümchen und legt sie auf das Grab des Jungen, dessen Foto sie bei sich trägt. Anschließend geht sie durch einen Park. Über ihr fliegen Flugzeuge und Zaira beginnt offensichtlich erfreut zu rennen. Eine Bombe schlägt hinter ihr ein, der Sog lässt Gänseblümchen an ihr vorbeiziehen und Zaira scheint glücklich zu sein. Um sie herum verbrennen Menschen, eine Frau beweint ihr totes Kind, und plötzlich erreicht der Feuerball das Mädchen. Zaira stirbt und findet sich im Himmel als Geist bei dem Jungen wieder. Beide beginnen zu tanzen und werden bald von anderen Kindern begleitet.

## Produktion
Die Idee für Daisy Cutter entstand 2008, die Produktion begann im Januar 2009 und wurde im August 2010 beendet. Die Filmmusik stammt von Aritz Villodas und wurde vom Aloz Quartett eingespielt. Daisy Cutter lief auf zahlreichen Festivals, darunter auf dem Sundance Film Festival, dem Hollywood Film Festival sowie auf dem 58. Festival Internacional de Cine de Donostia-San Sebastián. Die österreichische Erstaufführung erfolgte im August 2011 auf dem Kurzfilmfestival Alpinale in Nenzing.
Der Titel Daisy Cutter ist doppeldeutig. Im Film wird zunächst auf das gänseblümchenpflückende Mädchen angespielt. Als „Daisy Cutter“ wurden jedoch umgangssprachlich auch Bomben des Typs BLU-82B bezeichnet, die im Vietnamkrieg zur Entgrünung des Dschungels benutzt wurden. Später wurde die BLU-828 im Rahmen der Operation Desert Storm im Zweiten Golfkrieg eingesetzt – der Abspann des Films nennt die psychologische Wirkung der Bombe als den Hauptgrund für den Einsatz im Irak.

## Auszeichnungen
Daisy Cutter wurde auf dem Pontino Short Film Festival mit der Goldenen Ähre ausgezeichnet.